# Apóstolos Pávlos (dème)
Le dème d'Apóstolos Pávlos, en grec moderne : Δήμος Αποστόλου Παύλου, est un ancien dème du district régional d'Imathie, en Macédoine-Centrale, Grèce. Depuis 2010, il est fusionné au sein du dème de Náoussa.
Selon le recensement de 2011, la population du dème s'élève à 8 818 habitants.